# Pales pavida
Pales pavida är en tvåvingeart som först beskrevs av Johann Wilhelm Meigen 1824.  Pales pavida ingår i släktet Pales och familjen parasitflugor. Arten är reproducerande i Sverige. Inga underarter finns listade i Catalogue of Life.